# Naglavna kamera
Naglavna kamera je drugače imenovana tudi mikro video kamera, je kamera zaprtega tipa. Pritrjena je na čelado, kar omogoča uporabniku, da posname dogajanje iz njegovega osebnega pogleda (POV) medtem, ko ima roke in oči proste.

### Tipi kamer
Naglavne kamere se delijo v dve kategorije; CMOS in CCD. Čeprav so lahko naglavne kamere različnih oblik in velikosti, jih je velika večina majhnih cilindričnih oblik, še najbolj so podobne šminki ali pa malo večjemu naboju.
CCD kamere delujejo preko naprave za polnjenje (charge coupled device CCD) slikovnega senzorja. Delujejo na 12 VDC moči in oddajajo analogni tip signala. Ta vrsta kamer potrebuje več el. moči kot CMOS tip kamere, toda ponuja boljšo ločljivost slike, ter boljšo barvno razporejenost.
CMOS naglavne kamere delujejo, preko komplementarnega pol prevodnika kovinskih oksidov (complementary metal-oxide-semiconductor CMOS) slikovnega senzorja. Običajno potrebujejo 5 VDC, in potrebujejo zelo malo el. moči.
CMOS kamere so manjše vrste kamer kot pa CCD tip kamer.

## Uporaba

### Šport
Mnogo športnih navdušencev uporablja naglavne kamere, da ujamejo bistvo njihovega športa, na primer jadralni padalci uporablja kamero da posnamejo svoj let. Namestijo si jo lahko na čelado, na roko, na nogo, pa motokrosisti, surferji, plezalci......
Nošenje kamer je tudi zelo popularno v kolesarstvu kot varnostni pripomoček saj omogoča da kolesar posname incident na dirki iz njegovega osebnega pogleda. Ta posnetek velja nato tudi na sodišču kot dokazno gradivo. 

### Gasilci
Gasilci so pred kratkim začeli z uporabo kamer kot pripomoček za kasnejšo obravnavo intervencij, usposabljanje, in pa da pokažejo ljudem, ki niso iz gasilskih vrst realnost dogajanja v požaru stavbe, hiše.....

### Vojska
Uporaba kamer je dolgo prisotna tudi v vojski, kjer je video posnetek akcije poslan v realnem času, nazaj v nadzorni center.